# Crookston (Nebraska)
Crookston è un comune degli Stati Uniti d'America, situato nello Stato del Nebraska, nella Contea di Cherry.